# Melochia lanata
Melochia lanata là một loài thực vật có hoa trong họ Cẩm quỳ. Loài này được Saint-Hilaire mô tả khoa học đầu tiên năm 1825.